# Avidità
L'avidità (dal latino "avidĭtas" o "avidus", brama di avere) è il desiderio intenso e incontrollabile di acquisire beni materiali o qualsiasi forma di vantaggio, indipendentemente dalle conseguenze per sé o per gli altri. Nell'epoca contemporanea, l'avidità si manifesta principalmente come il desiderio esacerbato di denaro, ricchezza e status sociale, sebbene possa comprendere anche potere politico, influenza sociale e controllo sugli altri.

## Motivazioni e cause
L'avidità può essere vista come una forma esasperante di egoismo. A seconda dell'oggetto di interesse si può manifestare come avarizia, ambizione sfrenata, lussuria o ingordigia.
L'avidità può portare al degrado dei valori morali, inducendo chi la pratica a ricorrere a mezzi illeciti per raggiungere i propri obiettivi. Ciò include corruzione, manipolazione di persone e situazioni, frode e persino violenza. Spesso trascende i limiti dell'ambizione, confondendosi con essa. Tuttavia, mentre l'ambizione può essere collegata a obiettivi più realistici di crescita personale o professionale, l'avidità ignora i limiti etici, dando priorità solo al proprio tornaconto, anche a scapito del bene comune.
In termini psicologici, l'avidità può essere interpretata come un tentativo di soddisfare bisogni emotivi profondi, spesso associati a sentimenti di insicurezza, bassa autostima o paura della scarsità. In un contesto sociale più ampio, può essere radicata in sistemi economici basati sul consumismo e sulla competizione, in cui il successo è misurato dall'accumulo di beni e prestigio.

## Ispirazioni
L'accumulo compulsivo di materiali o oggetti, il furto e la rapina, in particolare mediante violenza, inganno o manipolazione dell'autorità, sono tutte azioni che possono essere ispirate dall'avidità. Tali misfatti possono includere la simonia, in cui si trae profitto dalla sollecitazione di beni all'interno dei confini effettivi di una chiesa.